# Dominic Poleon
Dominic Alfred Poleon (ur. 7 września 1993 w Londynie) – piłkarz z Saint Lucia angielskiego pochodzenia grający na pozycji napastnika w klubie Ebbsfleet United F.C.

## Kariera reprezentacyjna
| Mecze i gole w reprezentacji | Mecze i gole w reprezentacji | Mecze i gole w reprezentacji | Mecze i gole w reprezentacji | Mecze i gole w reprezentacji | Mecze i gole w reprezentacji | Mecze i gole w reprezentacji | Mecze i gole w reprezentacji            |
| Saint Lucia                  | Saint Lucia                  | Saint Lucia                  | Saint Lucia                  | Saint Lucia                  | Saint Lucia                  | Saint Lucia                  | Saint Lucia                             |
| Lp.                          | Data                         | Miejsce                      | Gospodarz                    | Gość                         | Wynik                        | Gol                          | Rozgrywki                               |
| ---------------------------- | ---------------------------- | ---------------------------- | ---------------------------- | ---------------------------- | ---------------------------- | ---------------------------- | --------------------------------------- |
| 1.                           | 17.06.2023                   | Fort Lauderdale              | Martynika                    | Saint Lucia                  | 3:1                          |                              | Złoty Puchar CONCACAF 2023 – eliminacje |
| 2.                           | 08.09.2023                   | Willemstad                   | Sint Maarten                 | Saint Lucia                  | 1:5                          | Gol · Gol · Gol              | Liga Narodów CONCACAF 2023/2024         |
| 3.                           | 11.09.2023                   | Gros Islet                   | Saint Lucia                  | Saint Kitts i Nevis          | 2:0                          |                              | Liga Narodów CONCACAF 2023/2024         |